# Mikhaïl Petrovitch Kolesnikov
Mikhaïl Petrovitch Kolesnikov (russe : Михаил Петрович Колесников), né le 30 juin 1939 et décédé le 26 mars 2007, est un général d'armée et membre de l'administration de Boris Eltsine. Il sert brièvement comme ministre de la Défense par intérim de la fédération de Russie après le limogeage de Pavel Gratchiov par Eltsine.
Kolesnikov est également chef d'état-major général des forces armées de la fédération de Russie de 1992 à 1995.